# Simplified Technical English
ASD-STE100 Simplified Technical English (STE) ist ein internationaler Standard zur Erstellung technischer Dokumentation in einer kontrollierten Sprache.
STE als kontrollierte Sprache wurde Anfang der 1980er Jahre (als AECMA Simplified English) entwickelt, um Englisch-Nichtmuttersprachlern zu helfen, in Englisch verfasste technische Handbücher eindeutig zu verstehen. Ursprünglich wurde es für die Wartungsdokumentation ziviler Flugzeuge entwickelt und angewendet. Später wurde STE auch für Verteidigungsprojekte, einschließlich Land- und Seefahrzeugen, gefordert. Heute werden viele Wartungs- und Betriebsanleitungen in einer Vielzahl anderer Branchen in STE erstellt.

## Geschichte
Die ersten Versuche in Richtung einer Form von kontrolliertem Englisch wurden bereits in den 1930er und 1970er Jahren mit Basic English, Caterpillar Fundamental English und Eastman Kodak unternommen.
Im Jahr 1979 wurde die Luftfahrtdokumentation in amerikanischem Englisch oder in britischem Englisch von Muttersprachlern und Nichtmuttersprachlern erstellt. Es gab auch europäische Fluggesellschaften, die Teile ihrer technischen Dokumentation für ihr Wartungspersonal in andere Sprachen übersetzen mussten.
Aus diesem Grund ist die Association of European Airlines (AEA) an die European Association of Aerospace Industries (AECMA) herangetreten, um die Verwendung einer kontrollierten Form des Englischen prüfen zu lassen. Nach einer Untersuchung der verschiedenen Arten von kontrollierten Sprachen, die es in anderen Branchen gab, beschloss die AECMA 1983, ihr eigenes kontrolliertes Englisch zu entwickeln. Die Aerospace Industries Association of America (AIA) wurde ebenfalls eingeladen, sich an diesem Projekt zu beteiligen.
Als Ergebnis dieser Zusammenarbeit wurde das AECMA-Dokument PSC-85-16598 (bekannt als AECMA Simplified English Guide) im Jahr 1986 herausgegeben. Anschließend wurden mehrere Änderungen, Ausgaben und Revidierungen bis zur aktuellen Ausgabe 9 (Issue 9) vom Januar 2025 veröffentlicht.
Im Jahr 2004 hat sich die AECMA mit zwei weiteren Verbänden zur Aerospace, Security and Defence Industries Association of Europe (ASD) zusammengeschlossen. Anschließend wurde das Dokument umbenannt in ASD Simplified Technical English, Specification ASD-STE100. So entwickelte sich STE vom Leitfaden (Guide) zur Spezifikation. Mit der Ausgabe 9 ist sie zur internationalen Norm / zum internationalen Standard geworden. Diese Änderung der Bezeichnung (der Untertitel des Dokuments lautet „Standard for Technical Documentation“) ist nicht nur eine Neueinstufung, sondern ein bedeutender Schritt, der die globale Anwendbarkeit von STE unterstreicht.
ASD-STE100 wird von der Simplified Technical English Maintenance Group (STEMG) gepflegt, einer im Jahr 1983 gegründeten Arbeitsgruppe der ASD. Das Copyright für ASD-STE100 liegt vollständig bei der ASD.
Aufgrund des technologischen Fortschritts und dem damit einhergehenden Wandel der Fachsprache wird der Standard von der STEMG regelmäßig aktualisiert und ist bei Änderungs- und Aktualisierungsvorschlägen auch auf Benutzerfeedback angewiesen.
Seit der Ausgabe 6 im Jahr 2013 ist der Standard kostenlos erhältlich. Im Laufe der Jahre wurden mehr als 18.981 offizielle Exemplare der Ausgaben 6, 7 und 8 verteilt. Seit der Veröffentlichung der Ausgabe 9 im Januar 2025 wurden fast 1.000 offizielle Exemplare verteilt (Verteilungsprotokoll aktualisiert im März 2025). In der Regel erscheint alle drei Jahre eine neue Ausgabe.
Ein gebührenfreies offizielles Exemplar der ASD-STE100 kann auf der Webseite ASD-STE100 angefordert werden.

## Vorteile von STE
- Mehrdeutigkeiten werden durch den Abbau von Sprachbarrieren verringert.
- Technische Texte, besonders Anweisungen,[8] werden verständlicher, sowohl für Nichtmuttersprachler als auch für Muttersprachler.
- Übersetzungen werden einfacher, schneller und kostengünstiger. Dies gilt sowohl für Übersetzungen, die von Menschen erstellt werden, als auch für computerunterstützte Übersetzungen und maschinelle Übersetzungen.
- Durch bessere Verständlichkeit werden Wartungs- und Montagearbeiten zuverlässiger, da das Risiko von Fehlern aufgrund menschlicher Faktoren verringert wird.

## Struktur des Standards
Der Standard ASD-STE100 Simplified Technical English besteht aus zwei Teilen:
1. Schreibregeln (Writing Rules)
2. Wörterbuch (Dictionary)

### Schreibregeln
STE umfasst 53 Schreibregeln. Sie unterscheiden zwischen anweisenden und beschreibenden Texten und behandeln grammatikalische und stilistische Themen. Unter anderem gibt es folgende Regeln:
- Zugelassene Wörter nur mit der im Wörterbuch aufgeführten Wortart und Bedeutung verwenden.
- Anweisungen möglichst klar und eindeutig formulieren.
- Keine Substantivgruppen („Multi-Word Nouns“) mit mehr als drei Wörtern verwenden.
- Mit den im Wörterbuch zugelassenen Verben nur folgende englische Verbformen und -zeiten bilden:
  - Infinitive
  - Imperative
  - Simple present
  - Simple past
  - Past participle (nur als Adjektiv)
  - Future.
- Keine komplexen Verbstrukturen mit Hilfsverben bilden.
- Verbformen mit der Endung „-ing“ nur für Fachterminologie („Technical Noun“) verwenden.
- Handlungsanweisungen nur aktiv formulieren. Passiv ist nicht zulässig.
- Beschreibende Texte möglichst aktiv formulieren.
- Kurze Sätze schreiben: pro Satz maximal 20 Wörter in Anweisungen und maximal 25 Wörter in Beschreibungen.
- Keine Satzteile auslassen, um Texte zu kürzen (z. B. Verben, Subjekte, Artikel).
- Für komplexe Texte vertikale Listen verwenden.
- Je Satz nur eine Anweisung geben.
- Je Textabschnitt nur ein Thema behandeln.
- Je Textabschnitt maximal 6 Sätze schreiben.
- Sicherheitsanweisungen mit einer klaren Anweisung beginnen, oder mit einer Beschreibung der Situation, in der diese Sicherheitsanweisung zu beachten ist.

### Wörterbuch
Auszug aus dem ASD-STE100-Wörterbuch:
| Word (part of speech)             | Approved meaning/ALTERNATIVES | APPROVED EXAMPLE | Not approved example                                               |
| --------------------------------- | --- | --- | ------------------------------------------------------------------ |
| acceptance (n)                    | ACCEPT (v) | BEFORE YOU ACCEPT THE UNIT, DO THE SPECIFIED TEST PROCEDURE.                                                                                               | Before acceptance of unit, do the specified test procedure.        |
| ACCESS (n)                        | The ability to go into or near | GET ACCESS TO THE ACCUMULATOR FOR THE NO. 1 HYDRAULIC SYSTEM.                                                                                              |                                                                    |
| accessible (adj)                  | ACCESS (n) | TURN THE COVER UNTIL YOU CAN GET ACCESS TO THE JACKS THAT HAVE + AND - MARKS.                                                                              | Rotate the cover until the jacks marked by + and - are accessible. |
| ACCIDENT (n)                      | An occurrence that causes injury or damage | TO PREVENT ACCIDENTS, MAKE SURE THAT THE PINS ARE INSTALLED.                                                                                               |                                                                    |
| close (adj)                       | NEAR (prep) | DO NOT USE SOLVENTS NEAR FLAMES OR SPARKS. | Do not use solvents in close contact with flames or sparks.        |
| CLOSE (v), CLOSES, CLOSED, CLOSED | 1. To move together, or to move to a position that stops or prevents materials from going in or out 2. To operate a circuit breaker to make an electrical circuit | CLOSE THE INSTRUMENT PANEL. MAKE SURE THAT THE DOORS CLOSE FULLY. MAKE SURE THAT THE CIRCUIT BREAKER IS CLOSED. MAKE SURE THAT THE CIRCUIT BREAKER CLOSES. |                                                                    |
| NEAR (adj) (NEARER, NEAREST)      | At or to a relatively short distance | PUT THE SYRINGE ON THE NEAREST SURFACE OF THE EXAMINATION TABLE.                                                                                           |                                                                    |
| TEST (n)                          | The procedure where an object or system is operated to make sure that its performance and/or function is correct                                                  | DISCONNECT ALL THE SYSTEMS WHICH ARE NOT NECESSARY FOR THE TEST.                                                                                           |                                                                    |
| test (v)                          | TEST (n) | DO A FUNCTIONAL TEST OF THE SOFTWARE. | Functionally test the software.                                    |

Erklärung der vier Spalten:
Word (part of speech) - In dieser Spalte werden in STE zugelassene Wörter (Großbuchstaben) und diverse nicht zugelassene Wörter (Kleinbuchstaben) mit der entsprechenden Wortart aufgeführt. Jedes zugelassene Wort darf nur mit der aufgeführten Wortart verwendet werden. Beispielsweise ist das Wort „test“ als Substantiv („the test“) zugelassen, jedoch nicht als Verb („to test“). Es gilt überwiegend das Prinzip „ein Wort, eine Wortart, eine Bedeutung“.
Approved meaning/ALTERNATIVE - In dieser Spalte wird für zugelassene Wörter die zugelassene Bedeutung (oder Definition) gegeben. Im Wörterbuch zugelassene Wörter werden vollständig groß geschrieben. Im obigen Wörterbuchauszug sind „ACCESS“ (n), „ACCIDENT“ (n), „CLOSE“ (v), „NEAR“ (adj) sowie „TEST“ (n) zugelassen. Die Definitionen zugelassener Wörter sind selbst nicht in STE geschrieben. Nicht zugelassene Wörter sind im Wörterbuch vollständig klein geschrieben. Im obigen Wörterbuchauszug sind dies „acceptance“ (n), „accessible“ (adj), „close“ (adj) und „test“ (v). Für nicht zugelassene Wörter sind an Stelle von Wortbedeutungen zugelassene Alternativen aufgeführt. Dies sind Vorschläge, die in vielen, aber nicht allen Fällen sinnvoll als Alternative verwendet werden können. Die aufgeführten Alternativen sind zugelassene Wörterbucheinträge und daher groß geschrieben. Oft haben die vorgeschlagenen Alternativen dieselbe Wortart wie das nicht zugelassene Wort. Die Alternativen können jedoch auch eine andere Wortart sein. Um den Alternativvorschlag zu verwenden, muss daher manchmal umformuliert werden. Nicht im Wörterbuch aufgeführte Wortbedeutungen sind nicht in STE zugelassen. Hier muss ein anderes, zugelassenes Wort verwendet oder umformuliert werden.
APPROVED EXAMPLE - In dieser Spalte (Text in Großbuchstaben) wird anhand von Beispielsätzen aufgezeigt, wie ein zugelassenes Wort (oder eine zugelassene Alternative) korrekt verwendet wird, oder wie umformuliert wird, ohne den Sinn zu verändern. Die Sätze in dieser Spalte dienen lediglich als Beispiele für die korrekte Verwendung zugelassener Wörter. Häufig können ebenso andere Wörter und Formulierungen verwendet werden, um dasselbe auszusagen.
Not approved example - In dieser Spalte (Text in Kleinbuchstaben) sind Beispiele aufgeführt, wie das nicht zugelassene Wort häufig in technischen Standardtexten verwendet wird. Sie veranschaulichen, wie durch zugelassene Alternativen (in der zweiten Spalte) und/oder andere Konstruktionen die gleiche Information vermittelt wird. Für zugelassene Wörter gibt es in dieser Spalte keinen Eintrag - es sei denn, das Hilfe-Symbol (Glühbirne) weist auf andere Bedeutungen oder Einschränkungen hin.
Das Wörterbuch (Teil 2) enthält sowohl Einträge für zugelassene als auch für nicht zugelassene Wörter. Zugelassene Wörter dürfen nur in der im Wörterbuch festgelegten Bedeutung/Definition verwendet werden. Zum Beispiel darf das Wort „close“ (v) als Verb nur in den folgenden zwei Bedeutungen verwendet werden:
1. Zusammenführen oder in eine Position bringen, die eine weitere Bewegung stoppt oder den Ein- oder Austritt von Werkstoffen verhindert
2. Einen Schutzschalter betätigen, um einen Stromkreis zu schließen

Das Verb „close“ (v) darf also nur verwendet werden, wenn ein Bauteil (Tür/Klappe/Ventil etc.) oder ein Stromkreis geschlossen werden sollen („to close a door“ / „to close a circuit“). Es darf jedoch nicht in einer der vielen weiteren Bedeutungen verwendet werden, wie z. B. „to close the meeting“ (das Meeting beenden) oder „to close a bank account“ (ein Konto auflösen).
Das STE-Vokabular besteht einerseits aus dem Wörterbuch (Teil 2) und andererseits aus den „Technical Nouns“ und „Technical Verbs“ (Schreibregeln 1.5 und 1.12). Im Wörterbuch wird ein begrenztes technisches Grundvokabular aufgeführt (ca. 860 zugelassene allgemeine Wörter). Darüber hinaus ist firmenspezifische Fachterminologie zugelassen: Ein Fachbegriff darf verwendet werden, wenn er einer der Kategorien der „Technical Nouns“ oder „Technical Verbs“ zugeordnet werden kann. So kann zum Beispiel das Word „scooter“ der Kategorie 2 zugeordnet werden und ist daher in STE zugelassen.

## Standard der Luft-, Raumfahrt- und Verteidigungsindustrie
Ursprünglich wurde ASD-STE100 Simplified Technical English für die Luft-, Raumfahrt- und Verteidigungsindustrie als verbindlicher Schreibstandard für die Wartungsdokumentation von Luftfahrzeugen erstellt. Inzwischen wird sie für eine ständig wachsende Zahl von militärischen Land- und Seefahrzeugen sowie Rüstungsprogrammen als Basisstandard zur Erstellung technischer Dokumentation verwendet.
Obwohl STE zunächst nicht als allgemeiner Schreibstandard geplant war, wird es zunehmend von anderen Branchen für eine Vielzahl von Dokumenttypen verwendet.
Seit 1986 wird die Verwendung von STE in den ATA-Spezifikationen i2200 (früher ATA 100) und ATA 104 vorgeschrieben. Die Spezifikation S1000D empfiehlt ebenfalls, STE zu verwenden. Für die European Defence Standards Reference (EDSTAR) ist STE ein Best-Practice-Standard zur Erstellung technischer Dokumentation. Dieser ist bei der Beschaffung im Verteidigungssektor von allen Mitgliedsstaaten der European Defence Agency (EDA) anzuwenden.
Mittlerweile ist STE so erfolgreich, dass es über seinen ursprünglichen Zweck als Wartungsdokumentation in der Luft-, Raumfahrt- und Verteidigungsindustrie hinaus auch in anderen Industriezweigen und für andere Arten von Dokumentation Verwendung findet. So wird es erfolgreich in der Automobilindustrie und im Bereich der erneuerbaren Energien und der Offshore-Logistik eingesetzt. Außerdem findet STE zunehmend in der Medizintechnik und im Pharmabereich Anwendung. Auch im akademischen Bereich (Informationstechnik und Angewandte Linguistik und Computerlinguistik) wächst das Interesse.